# Guàrdia de Tremp (antic municipi)
|  | Aquest article tracta sobre l'antic terme de Guàrdia de Tremp. Si cerqueu la vila, vegeu «Guàrdia de Noguera». |

| \| ← \| 1812 — 1972 \| → \|                                   |                    |   |
| Escut d'armes                                                 |                    |   |
| Guàrdia de Tremp (en el blau més fosc) dins de Castell de Mur |                    |   |
| Període històric                                              | Edat Contemporània |   |
| • Creació del municipi (Constitució de Cadis)                 | 1812               |   |
| • Annexió a Castell de Mur                                    | 1972               |   |
| Altitud                                                       | 537 m              |   |
| Superfície                                                    |                    |   |
| • 1972                                                        | 24,48 km2          |   |
| Població                                                      |                    |   |
| • 2006                                                        | 139                |   |
| ←                                                             | 1812 — 1972        | → |

L'antic terme de Guàrdia de Tremp és un dels dos municipis que formaren el 1972 el nou terme de Castell de Mur. L'altre era Mur. Pertanyia al Pallars Jussà. L'ajuntament es formà el 1812 amb el nom, senzillament, de Guardia, a conseqüència del desplegament de la Constitució de Cadis, i inclogué sempre el poble de Cellers. Per tant, el terme municipal no havia variat entre el llunyà 1812 i el més proper 1970, any d'integració en el nou municipi de Castell de Mur.
Sovint era anomenat també amb article: la Guàrdia de Tremp, o simplement, la Guàrdia, però per la documentació consultada, sembla més convenient decantar-se per la forma del topònim sense l'article.

## Etimologia
“Guàrdia de Tremp” és un topònim romànic del tot descriptiu. La “Guàrdia” fa referència al castell de Guàrdia, prou present en el paisatge del lloc perquè no calgui cap altra mena de reflexió complementària. El nom guàrdia és etimològicament germànic, i té el significat de “castell” o “torre de vigilància”, o “de guaita”.
La segona part del topònim descriu per aproximació el lloc on es troba. Així, aquesta guàrdia, pel fet de trobar-se a prop al sud de Tremp, hi quedava relligada.
Joan Coromines cita que el nom del terme apareix en un document, referit al castell, per primer cop el 1046, com a nom comú: ipsa guardia que nominant de Ermodolfo, i ja com a nom propi el 1359: loch de la Guardia.

## Geografia

### Perímetre de l'antic terme

#### Límit l'antic terme de Sant Serni (Gavet de la Conca) i amb el terme de Llimiana
L'antic terme de Guàrdia de Tremp quedava molt clarament delimitat pels costats de llevant i meridional. Tot el front est del terme, limítrof amb Llimiana llevat d'un petit tros al nord-est, que ho és amb Gavet de la Conca (antic terme de Sant Serni), és la mateixa Noguera Pallaresa.

#### Límit amb Àger (Noguera)
A l'extrem sud-est del terme hi ha el Pas de Terradets, un lloc on la Noguera Pallaresa discorre durant 3 quilòmetres per una vall encaixonada entre els parets dels dos Montsec (el d'Ares a ponent i el de Rúbies a llevant. Domina el Pas de Terradets la Roca Regina, de 707 m. alt., que cau verticalment sobre el riu, de manera que és un dels llocs preferits pels que practiquen l'escalada a Catalunya. Sota aquesta roca desguassa a la Noguera Pallaresa el barranc del Bosc, paral·lel al Montsec d'Ares, que cau en la Noguera a través d'un salt espectacular: el Salt de la Reina Mora.

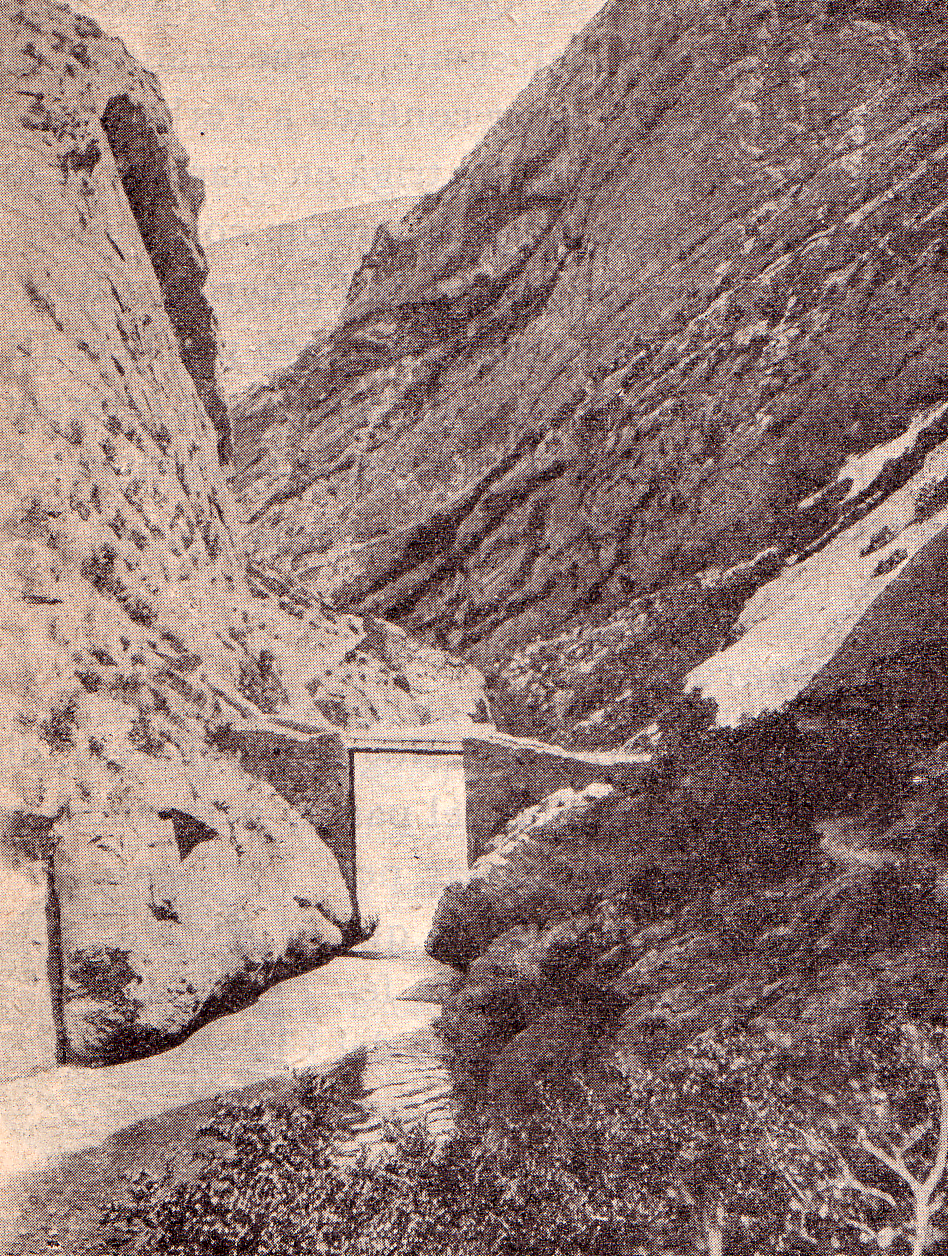
El Pont dels Terradets, al Pas dels Terradets, actualment sota les aigües del pantà del mateix nom

El meridional també és molt clar: la serralada del Montsec d'Ares, des de la Noguera Pallaresa fins al Pas de l'Osca, a 1.349 m. alt. Constitueix aquesta carena el Serrat de Fontfreda, des de la Paret de Terradets (822 m. alt. en el seu punt més elevat), damunt el riu, just damunt i a ponent del Pas de Terradets, el Pas de la Roca Llisa (976), la Feixa (1.137), el Feixà de les Jagudes (1.253), el Pas dels Volters (1.361), el Pas d'Emílio (1.332), els Rasets dels Teixos (1.383), el Raset del Pas Gran (1.387), lo Pas Gran (1376), el Tossal de la Cova dels Pobres (1.414), els Rasets de l'Osca (1.380) i, finalment, el Pas de l'Osca, ja esmentat. Aquest límit sud s'estén d'est a oest, fent una lleugera inflexió cap al nord. Tota l'estona és limítrof amb Àger, de la Noguera.
Aquest sector inclou, dins del terme de Castell de Mur, uns quants serrats prou rellevants, com el de la Mata Negra o el dels Avellaners, i cims com la Picota Alta, de 777 m. alt., o el Pas de la Carbonera, de 712. El barranc del Bosc s'obre pas entre aquests vessants, que baixen de sud a nord, i un serrat transversal, d'est a oest, que és el que s'inicia a la Roca Regina, a llevant, i fa que el barranc passi per unes fraus considerables, on destaquen lo Pas Nou, el Pas de l'Arbocera, el Pas de la Boixoga, el Pas d'Agustí i el Pas de Roca, tots aquests passos sota el Serrat Pedregós, que assoleix 654 m. alt. en el punt més elevat, mentre que el barranc discorre més de 120 metres per sota seu, sovint en vertical. El serrat Pedregós té continuïtat cap a ponent pel Serrat de les Marrades, que conté el Cinglo del Paborde, on hi ha algunes coves com la del Paborde o la dels Tres Forats, tot això al sud-est del Serrat Alt. Destaca en aquesta zona el bosc de l'Obaga del Tic-tac.

#### Límit amb Sant Esteve de la Sarga
Al Pas de l'Osca, el termenal, ara limítrof amb Sant Esteve de la Sarga, en l'antic terme de Moror, trenca de sobte cap al nord-nord-est. Quasi en línia recta, sense seguir cap accident orogràfic, baixa pel vessant septentrional del Montsec d'Ares fins a anar a trobar un collet just a llevant del Serrat Alt, de 869 m. alt., després de travessar el barranc del Bosc.
Continua en la mateixa direcció fins a travessar la Llau dels Fornells, a prop i a ponent de Cellers. Havent travessat aquesta llau, emprèn per una carena on el terme comú actual trenca cap al nord-oest.

#### Límit amb l'antic terme de Mur
Aquí començava fins al 1972 el termenal amb Mur, ja inexistent en fusionar-se aquests dos termes municipals. En aquest lloc, l'antic terme de Guàrdia de Tremp continuava cap al nord-est, però traçant un arc cap al nord-oest a mig aire de la serra que es dreça a ponent del poble de la Guàrdia de Noguera, seguint el vessant de la muntanya entre 500 i 700 metres d'altitud. Arriba així al barranc de Santa Llúcia, des d'on el termenal s'enfilava cap al nord, passant a prop i a llevant del poble de Collmorter, i davallant de la serra cap a travessar el barranc d'Arguinsola i tornar a pujar al Serrat del Pui, de 703 m. alt., marcant sempre la direcció nord-est.
Des d'aquesta serra, i inflexionant cada cop més cap a llevant, travessava un altre barranc, una altra petita carena, i anava a trobar el barranc de l'Espona molt a prop de la carretera C-13. És, a més, el lloc on es trobaven els termes de la Guàrdia de Tremp i Mur, ara integrats en el de Castell de Mur, amb els de Talarn i Tremp (antigament, terme de Puigcercós).

#### Límit amb l'antic terme de Palau de Noguera (ara, Tremp) i amb el terme de Talarn
En aquest lloc el termenal, cap a llevant, va a trobar la Noguera Pallaresa, que conforma tot el límit de llevant de l'antic terme.
El terme tenia, doncs, dos sectors ben diferenciats: al sud, tot el vessant septentrional, pallarès, del Montsec d'Ares. Al centre i al nord, els vessants que davallen cap a la Noguera Pallaresa de les serres de ponent del terme, entre les quals destaquen els Purredons i el serrat dels castells de Mur i la Guàrdia.
Tot de valls, sempre afluents de la Noguera Pallaresa, configuren la trencada orografia de Guàrdia de Tremp: al sud, el barranc del Bosc, que recull les aigües del vessant nord del Montsec. Una mica més al nord, primer el barranc de Vivó, que aflueix als Terradets a prop de les Cases de l'Estació, de Cellers, i després el barranc de la Font de Margarit, que hi aiguavessa entre Cellers i les Cases de l'Estació. A Cellers mateix, pel sud arriben, ja unides, les llaus de la Grallera i de Fornells, que marquen el límit nord del Parc Natural del Montsec. Just al nord de Cellers, el barranc de la Gessera i al cap de poc, la llau d'Encua; a prop i al sud de la Guàrdia de Noguera, la llau de Rodelló, i al nord, el barranc de Fontaté. Més al nord, paral·lels, el barranc d'Arguinsola, el de la Teulera, la llau de Mascaró, o barranc de la Torrentera i, finalment, el barranc de l'Espona, que és termenal amb l'enclavament de Puigcercós, actualment de Tremp.

### Nuclis de població (dades de 2024)
| Entitat de població | Habitants |
| ------------------- | --------- |
| Cellers             | 31        |
| Guàrdia de Noguera  | 99        |
| Font: Idescat       |           |

Les entitats de població de l'antic terme de Guàrdia de Tremp són bàsicament dues: la vila de Guàrdia de Tremp o de Noguera, a la meitat nord del terme, i el poble de Cellers, a la part sud. Aquest darrer té un barri una mica separat del nucli principal, el de les Cases de l'Estació, a l'entorn de l'estació de Cellers-Llimiana de la línia Lleida-la Pobla de Segur, antigament de RENFE i actualment traspassada a Ferrocarrils de la Generalitat de Catalunya.
Fora d'aquests dos nuclis de població, caldria destacar el castell de Guàrdia, amb les restes del poblat medieval procedent del seu poble castral i l'església de Sant Feliu de Guàrdia, dalt del serrat que domina el poble pel nord.
La quadra de l'Espona és un territori, actualment despoblat, que en èpoques antigues constituí una unitat territorial (quadra). Només en subsisteix la Casa de l'Espona, masia que centra l'extrem nord-oriental del terme.
Algunes masies més es troben disseminades pel terme, com la Masia de Carme, prop de la Noguera Pallaresa. Finalment, també hi ha l'ermita de Sant Sebastià, entre Guàrdia de Tremp i Cellers.
| Pobles de l'antic terme de Guàrdia de Tremp | Pobles de l'antic terme de Guàrdia de Tremp |
| ------------------------------------------- | ------------------------------------------- |
| El poble de Cellers                         | La vila de Guàrdia de Noguera               |
| El poble de Cellers                         | La vila de Guàrdia de Noguera               |

## Història

### Edat mitjana
La història de Guàrdia de Tremp ve marcada sobretot pel seu castell. La mateixa vila nasqué com a poble castral a redós del castell, en el lloc on encara es dreça l'església de sant Feliu, primitiva parroquial del terme, de la qual depenia com a tinença la de Cellers.
Més endavant, ja a darreries de l'edat mitjana, el poble baixà a la plana, al lloc on es dreça la vila actual. És una mostra paradigmàtica d'urbanisme baixmedieval, amb una planta rectangular molt lineal i els carrers ben alineats. Fou el moment en què adquirí el dret de fer mercat i fira, assolint així el títol de vila. Com que l'església annexa al castell degué mantenir encara algun temps la categoria parroquial, l'església construïda a la nova vila es dedicà a Santa Maria, quedant adscrita posteriorment a la Mare de Déu del Remei.

### Edat moderna

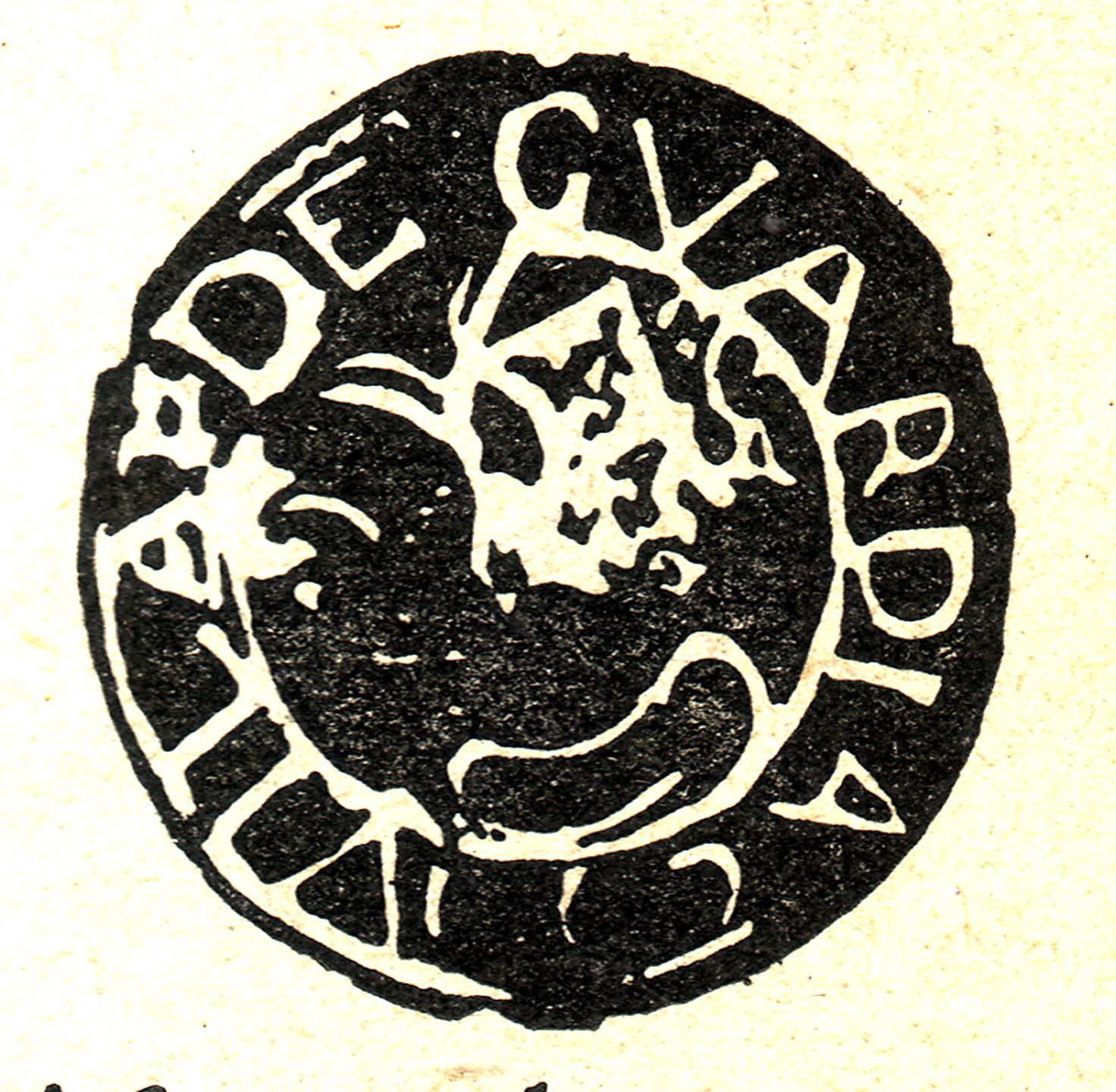
Segell municipal anterior al 1900

Sovint esmentada simplement com a Guàrdia, formà part de la Sotsvegueria de Pallars, i més tard del Corregiment de Talarn. Amb la divisió provincial del segle xix fou adscrit a Lleida, i amb la creació dels partits judicials, al de Tremp. La divisió territorial catalana, renovada en el segle xx, l'inclogué en el Pallars Jussà. En el Fogatge del 1553 apareixen a Guàrdia i son terme 28 focs, més tres eclesiàstics.

## Edat contemporània
El 1847 Guàrdia de Tremp tenia 92 veïns (caps de casa), dels quals 63 eren electors contribuents i un de capacitats, per la qual cosa va poder mantenir el seu ajuntament, superant la barrera dels 30 que representava el llindar per subsistir com a ajuntament independent o haver-se d'agregar a un altre poble. Constituïa el seu ajuntament un alcalde, un tinent d'alcalde i 4 regidors.
En el cens del 1857 Guárdia apareix amb 744 habitants i 175 cèdules personals inscrites, repartides de la manera següent: Casas, tres, 16 habitants i 3 cèdules personals; Guárdia, 604 i 144, i Sellés, 124 i 28..
Ja en època contemporània, Guàrdia de Noguera prengué molt importància com a població que es trobava just abans d'arribar a Tremp des del pla de Lleida. Això li valgué el nom que fou oficial fins molt recentment: Guàrdia de Tremp.

### L'antic ajuntament de Guàrdia de Tremp
L'alcaldia de Guàrdia de Tremp fou exercida, al llarg dels anys, per les persones següents:
- Joaquim Monconill (tinent d'alcalde) (1891)
- Agustí Miret (1894)
- Josep Borràs (1898 - 1899)
- Miquel Castells (1903)
- Agustí Miret (1910)

## Llocs d'interès

### Històric
- Castell de Guàrdia
- Poble vell de Guàrdia de Tremp (dalt el castell)
- Sant Feliu de Guàrdia
- Vila de Guàrdia de Noguera, o de Tremp
- Mare de Déu del Roser de Guàrdia
- Poble de Cellers
- Vestigis del pont romànic de Monares, prop de Cellers i del Pont Nou

### Paisatgístic
- Embassament dels Terradets
- Serrat dels castells de Guàrdia i de Mur
- Vistes sobre tota la comarca des del castell de Guàrdia
- Pas dels Terradets
- Els dos Montsecs: el de Rúbies a llevant i el d'Ares a ponent, des de diversos indrets del terme

## Activitat econòmica
L'activitat econòmica de Guàrdia de Tremp era la mateixa que la resta del Pallars Jussà: agricultura, sobretot vi, oli, gra, llegums, verdures i fruites, antigament, de la qual avui dia ha desaparegut el raïm, però amb prou vitalitat per a tenir un molí fariner i dos trulls, o molins d'oli en determinades èpoques.
Pascual Madoz, viatger i investigador de mitjan segle xix, descriu l'activitat econòmica de la vila dient que s'hi produïa sobretot blat, ordi, seda i vi, però que quasi tot era venut a la Vall d'Aran, per la qual cosa Guàrdia de Tremp havia de comprar blat, i també oli, amb poca producció. També parla d'una certa activitat de transformació: un molí fariner, un trull i una fassina (indústria de producció d'aiguardent).
El bosc és una de les riqueses naturals del terme: tot el vessant del Montsec és un immens bosc, que dona fruit al terme de la Guàrdia de Tremp.